# Das Marienleben
Das Marienleben, op. 27 (La vie de Marie) est un cycle de quinze mélodies pour chant et piano de Paul Hindemith, composé sur des poèmes de Rainer Maria Rilke.

## Structure
1. Geburt Mariä (Nativité de Marie)
2. Die Darstellung (Présentation de Marie au Temple)
3. Mariä Verkündigung (Annonciation faite à Marie)
4. Mariä Heimsuchung (Visitation de la Vierge Marie)
5. Argwohn Josephs (Soupçons de Joseph)
6. Verkündigung über den Hirten (Annonce aux bergers)
7. Geburt Christi (Nativité du Christ)
8. Rast auf der Flucht in Ägypten (Repos lors de la Fuite en Égypte)
9. Von der Hochzeit zu Kana (Lors des Noces de Cana)
10. Vor der Passion (Avant la Passion)
11. Pietà (Déploration du Christ)
12. Stillung Mariä mit dem Auferstandenen (Consolation de Marie devant le ressuscité)
13. Vom Tode Mariä I (Sur la mort de Marie)
14. Vom Tode Mariä II
15. Vom Tode Mariä III

## Présentation
La première audition de ce cycle de mélodies a lieu à Francfort-sur-le-Main, en 1923. Hindemith « utilise pour la première fois son système » basé sur la résonance naturelle, tel qu'il l'expose en 1933 dans son ouvrage Unterweisung im Tonsatz. En 1948, le compositeur révise sa partition, notamment pour en éliminer certaines dissonances et aboutir à « une nouvelle version tout à fait conforme à son nouvel idéal esthétique, modalisant à l'antique ». La création a lieu la même année, à Hanovre.
Dans cette œuvre, « les courbes mélodiques des thèmes échappent à la tonalité, grâce à l'emploi fréquent de la seconde et de la quarte, pour se mouvoir dans une sorte de modalité indéterminée ». Hindemith a également orchestré six mélodies du cycle, quatre en 1938 et deux en 1948. La partition est publiée par les éditions musicales Schott.
Selon Paul Pittion, le discours musical, « poétique et serein au début, devient de plus en plus dramatique à mesure qu'approche la dernière des cinq variations sur le thème Vom Tode Mariä II, qui est entrecoupée de silences oppressants ». La première et la dernière mélodie s'ouvrent sur une citation de l'hymne pascal « Surrexit Christus Hodie », déjà employé par Michael Praetorius au XVIIe siècle, et Heinrich Biber dans ses Sonates du Rosaire :

## Discographie
- Roxolana Roslak, soprano ; Glenn Gould, piano (1962, 2CD Sony / BMG) (OCLC 42780002) version originale
- Elisabeth Meyer-Topsøe, soprano ; Per Salo, piano (11-16 juin 2008, Danacord 670) (OCLC 320540201) édition révisée 1948
- Soile Isokoski, soprano ; Marita Viitasalo, piano (9-13 février 2009, Ondine) (OCLC 435440532) édition révisée 1948
- Maya Boog, soprano ; Michael Lakner, piano (13-15 août 2013, CPO 777 817-2) (OCLC 873945679) édition révisée 1948